# ワズワース・アテネウム美術館
ワズワース・アテネウム美術館（ワズワース・アテネウムびじゅつかん、英: Wadsworth Atheneum）は、アメリカ合衆国コネチカット州のハートフォードにある美術館である。
ヨーロッパのバロック美術、古代エジプトと古典古代の青銅器、フランスとアメリカの印象派の絵画、ハドソン・リバー派の風景画、モダニズムの傑作と現代美術の作品、そして初期アメリカの家具と装飾芸術のコレクションで有名である。
1842年に設立され、1844年に開館した、現在も運営されているアメリカ合衆国最古の公立美術館である。コネチカット州最大の美術館であり、75,000平方フィート（7,000平方メートル）の展示スペースを有する。1970年にアメリカ合衆国国家歴史登録財に登録された。北米相互博物館協会のメンバー。

## 歴史

### 由来
ワズワースはハートフォードのダウンタウンの中心部にあるダニエル・ワズワースの実家の敷地に建設された。建築家はアテネウム最古の建築物である「城」（castle）を設計したアレクサンダー・ジャクソン・デイヴィスとイティール・タウンであった。建設は1842年に始まり、同年6月1日に法人化され、1844年7月31日に開館した。
ワズワース家はハートフォード市内で最も古く、最も裕福な一族の1つであり、美術館の開館当時に展示された貴重な美術品の数々を寄贈した。最初のコレクションは78点の絵画、2点の大理石の胸像、1点のミニアチュール肖像画、1点のブロンズ彫刻で構成されていた。美術品のコレクションに加えて、元の建物には広く文化と学習に特化した機関である「アテネウム」という名前の由来となったハートフォード公共図書館とコネチカット歴史協会の前身が入っている。その公的役割を踏まえて、ワズワースは設立以来、演劇やダンスのパフォーマンス、歴史的工芸品の展示、社会的行事、福利厚生など、幅広い文化活動やコミュニティ活動を主催してきた。

### 近現代史

エリザベス・ジャービス・コルト。

ワズワース家の援助を基礎にして、何世代にもわたって寄贈者が博物館にコレクションとリソースを追加してきた。その中で最も有力な寄贈者は、銃器王サミュエル・コルトの未亡人エリザベス・ジャービス・コルトとハートフォード出身の投資家ジョン・ピアポント・モルガンである。彼らはそれぞれ1,000点以上のコレクションを博物館に寄贈した。前者はハドソン・リバー派の風景画とコルト・ファイヤーアームズのコレクションの重要なグループであり、後者は貴重なルネサンス期の装飾芸術と植民地時代のアメリカ家具の集積である。美術商サミュエル・パットナム・エイブリーは、バビロニアの粘土板から中国の清朝時代の磁器、19世紀半ばのフランス彫刻にいたる作品を寄贈したほか、新築建設の資金をも寄付し、インターナショナル・スタイルでデザインされた国内初の館内内装を生み出した。
1927年に博物館は銀行家フランク・サムナー（Frank Sumner）から100万ドル（インフレ率調整後の今日の金額で約2,000万ドル）の遺贈を受け、巨額の美術品取得基金を設立した。先進的な美術館館長、特にアーサー・エヴェレット・オースティン・ジュニアとチャールズ・カニンガム（Charles Cunningham）の管理下で、カラヴァッジョ、サルバドール・ダリ、ポール・ゴーギャン、ベルナルド・ストロッツィ、ジョアン・ミロ、ティントレット、ヴァン・ダイク、フランシスコ・デ・スルバランを含む巨匠の主要作品の購入が可能になった。
1940年代と1950年代には、クララ・ヒントン・グールド（Clara Hinton Gould）とアン・パリッシュの遺贈により、フレデリック・エドウィン・チャーチ、トマス・コール、サンフォード・ロビンソン・ギフォード、クロード・モネ、ピエール＝オーギュスト・ルノワールの著名な作品がコレクションに加わり、ハドソン・リバー派と印象派絵画の所蔵が充実した。同時期に、ヘンリー・シュナケンバーグ（Henry Schnakenberg）が美術館に遺贈した美術作品と資金により、キプロス、エジプト、ギリシャの古美術品のグループと、ピーター・ブルーム、スチュアート・デイヴィス、レジナルド・マーシュなどのモダニズム絵画が購入された。博物館がまた『ハドリアヌス帝の回想』（Mémoires d'Hadrien）を執筆中のマルグリット・ユルスナールの行きつけの場所になったのも1940年代のことであった。

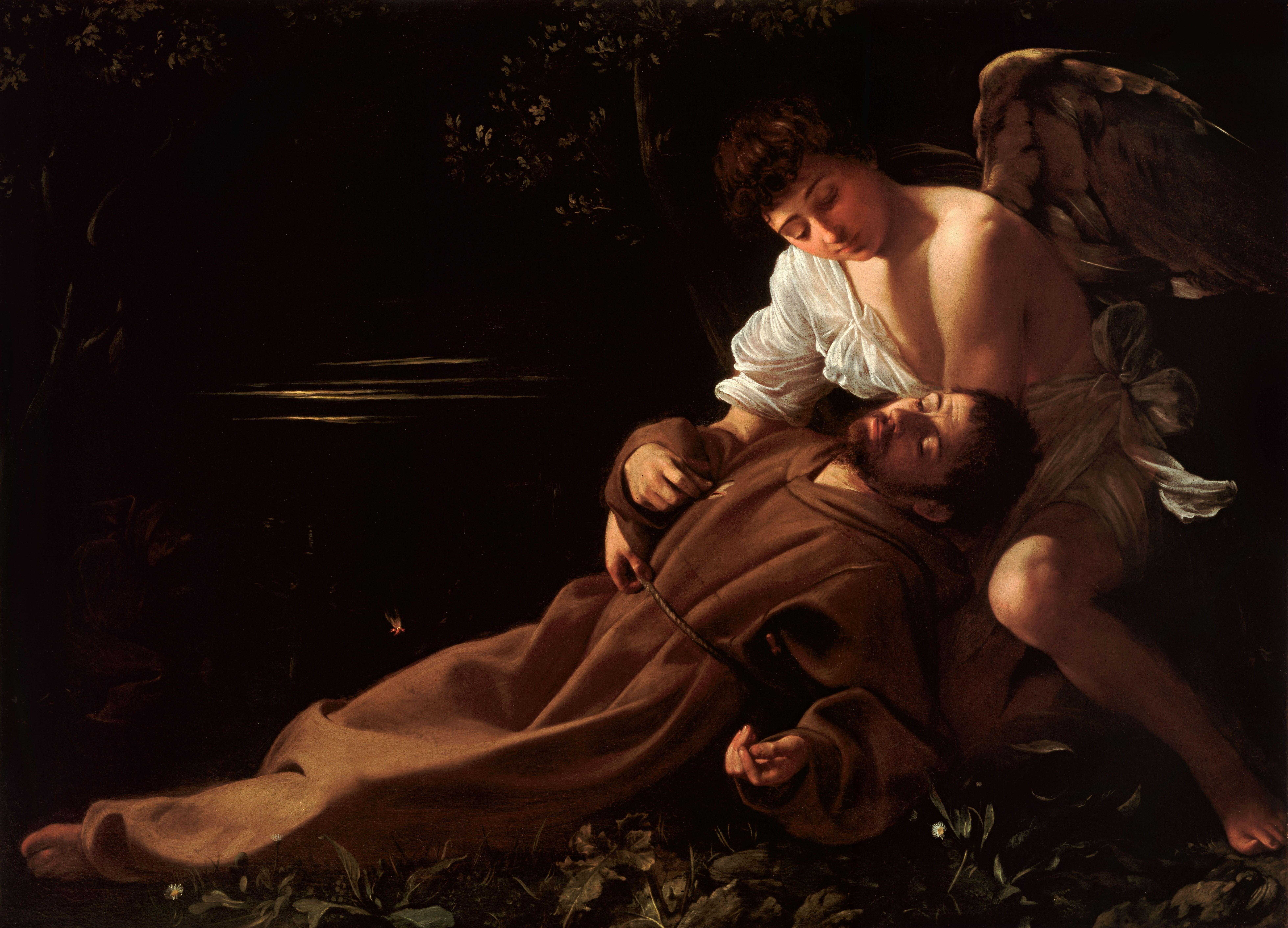
カラヴァッジョの『聖フランチェスコの法悦』。1595年頃。

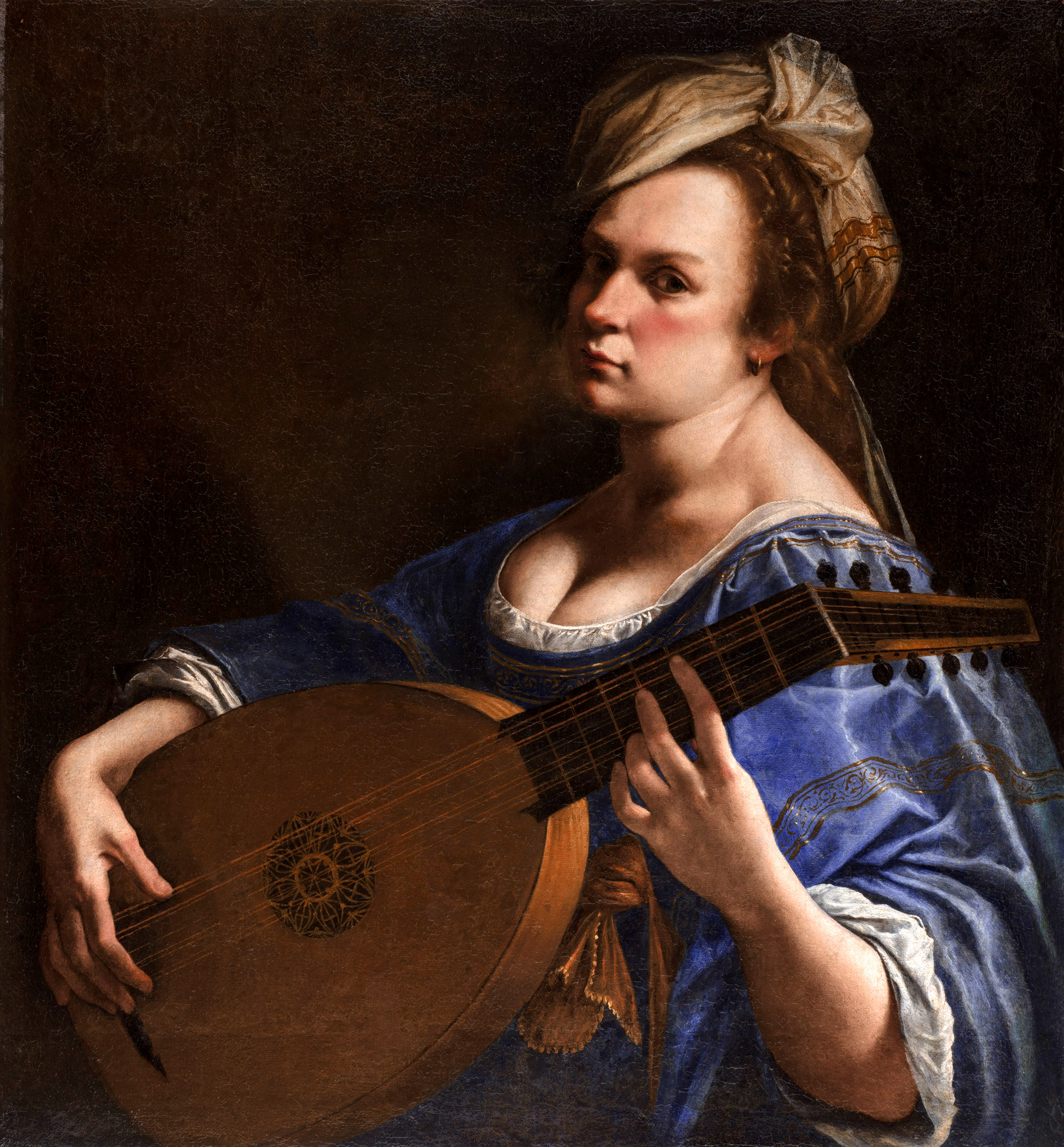
アルテミシア・ジェンティレスキの『リュート奏者としての自画像』。1615年から1617年。

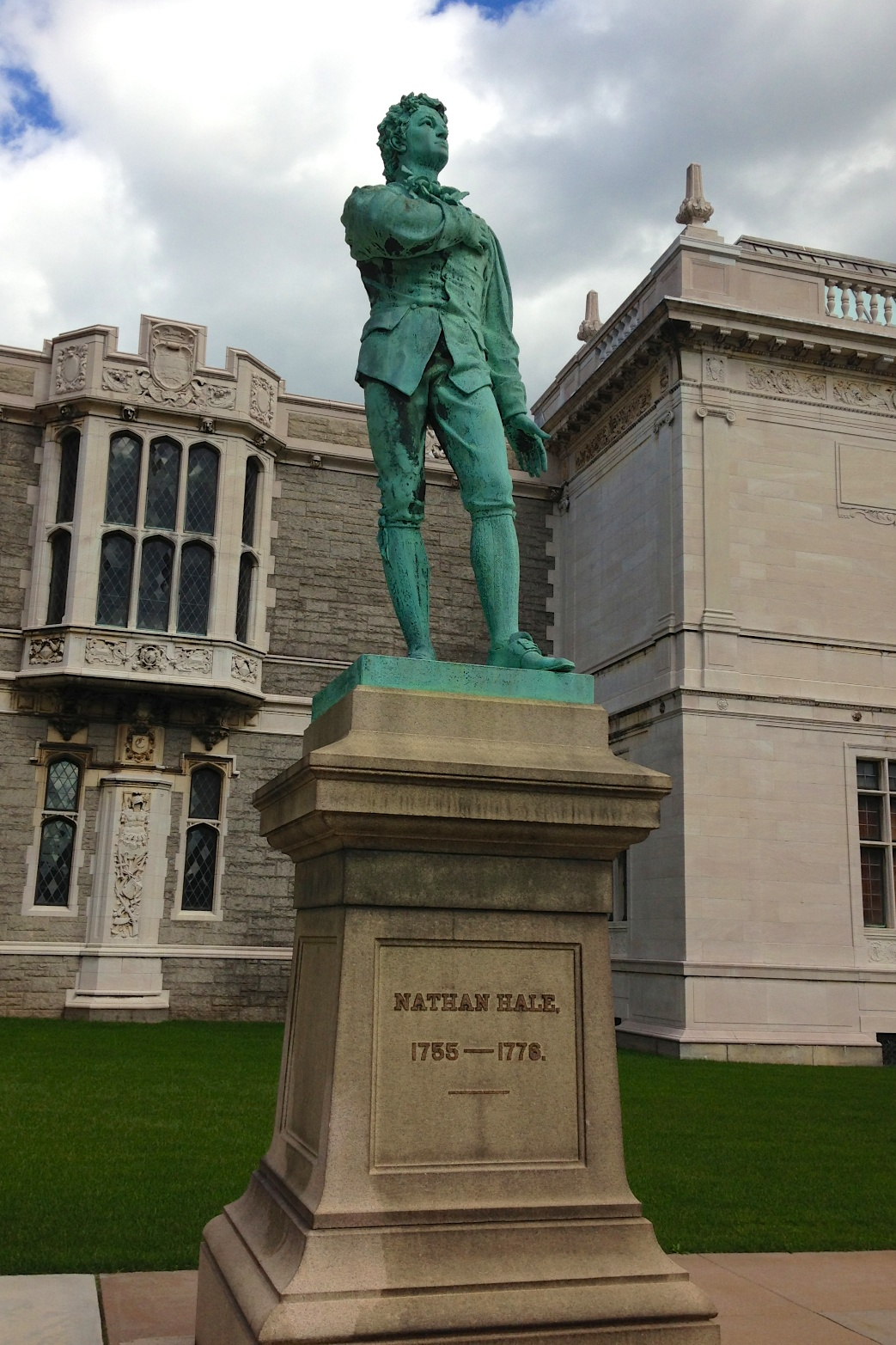
イーノック・スミス・ウッズの『ネイサン・ヘイル像』。

戦後および現代美術の部門は、トニー・スミス（Tony Smith）とスーザン・モース・ヒルズ（Susan Morse Hilles）によって、ヨゼフ・アルバース、ジャクソン・ポロック、バーネット・ニューマン、ロバート・ラウシェンバーグ、マーク・ロスコらを含む画期的な作品の寄贈を受けてきた。アーチボルド家、グッドウィン家、ケニー家、スミス家、そしてアレクサンダー・ゴールドファーブ（Alexander Goldfarb）とチャールズ・シュワルツ（Charles Schwartz）から提供された資金により、アレクサンダー・カルダー、アルテミシア・ジェンティレスキ、シンディ・シャーマン、ビル・ヴィオラ、カラ・ウォーカーの貴重な作品を収蔵している。2004年に贈られたジャニス・カーティンとミッキー・カーティンのコレクション（Janice and Mickey Cartin Collection）に由来する125枚の写真には、河原温、エド・ルシェ、ハンス＝ペーター・フェルドマン、アーノルド・オデルマッツ、ルシンダ・デヴリン、ジョー・オヴェルマン、ジョナサン・モンク、フランク・ブロイヤー（Frank Breuer）、マリック・シディベなどの作品が含まれている。
2001年、博物館はアムステルダムを拠点とする建築設計事務所UNスタジオによって設計された1億ドルの大規模な拡張工事を発表した。建築家はザハ・ハディッド、トム・メイン、ブラッド・クレップフィルを含む革新的なデザインチームの短いリストから選ばれた。この設計は1969年に建てられたグッドウィン・ビル（Goodwin Building）を取り壊し、中庭のエイブリー・コート（Avery Court）を取り囲むというものであった。しかし、この提案は資金調達が困難であったことと博物館の指導者が交代したことにより2003年に廃止された。その後、ハートフォード・タイムズの旧ビルに拡張する計画もまたコスト上の懸念から断念された。2010年3月、博物館の5つの建築物すべてにわたる包括的な改修プロジェクトの開始を発表した。改修の完成時には1,500平方メートルの改装された展示空間が追加され、ヨーロッパ美術、ヨーロッパ装飾美術、現代美術の常設コレクションが完全に再設置されることが予定された。ハートフォードに本拠を置く建築事務所スミス・エドワーズ・マッコイ（Smith Edwards McCoy）が設計した3,300万ドルの改修事業は2015年に完成し、地元および国内の美術評論家から賞賛を得た。

## 建築と収蔵品
博物館はオリジナルの城に似た建築物と、その間にチューダー・リヴァイヴァル建築からルネサンス・リヴァイバル建築、そしてインターナショナル・スタイルまで様々な様式で追加された計4棟の建築物で構成されている。博物館には古代のギリシア、ローマ、エジプトの青銅器を含む約50,000点の美術品、とりわけルネサンス、バロック、フランスとアメリカの印象派時代の絵画、マイセンとセーヴルを含む18世紀のドイツとフランスの磁器、ハドソン・リバー派の風景画、初期アメリカの衣服と装飾品、初期アフリカ系アメリカ人の芸術と歴史的工芸品、その他の様々なものが収蔵されている。その結果、コレクションの収蔵範囲は5,000年以上の世界史に及んでいる。
「城」のすぐ外にはイーノック・スミス・ウッズ（Enoch Smith Woods）作のネイサン・ヘイルの像が1899年に建てられている。少し離れたコネチカット州会議事堂の内部には、ベラ・プラット作のもう1つのよく知られたネイサン・ヘイルの彫刻（イェール大学にあるオリジナル作品の複製）がある。
アテネウムはまた、国定歴史建造物であり博物館の最も著名な館長の1人の邸宅であるアーサー・エヴェレット・オースティン・ハウスも所有している。この邸宅はハートフォードの歴史的なウエスト・エンドにあり、博物館として一般公開されている。

## 初の出来事
1933 年、ワズワースはロシア出身のバレエダンサー・ジョージ・バランシンがソ連からアメリカ合衆国に移民するのを支援した。移民後間もなく、バランシンはスクール・オブ・アメリカン・バレエを設立し、それがニューヨーク・シティ・バレエ団の結成につながった。その後、バランシンは1934年12月にワズワースのエイブリー記念劇場（Avery Memorial Theatre）で、アメリカで振り付けられた最初のバレエ『セレナーデ』（Serenade）を含むスクール・オブ・アメリカン・バレエの制作プロダクションの最初の公演を行うことを選択した。
ワズワース・アテネウム美術館は、サルバドール・ダリ、バルテュス、フレデリック・エドウィン・チャーチ、カラヴァッジョ、ピート・モンドリアン、その他多くの有名な芸術家の作品をアメリカで初めて収蔵した。アーサー・エヴェレット・オースティン・ジュニアの監修のもと、1931年にワズワースでアメリカ初のシュルレアリスム展覧会が開催され、1934年にはアメリカ初の大規模なパブロ・ピカソ回顧展が開催された。1934年にはガートルード・スタインとヴァージル・トムソンによるオペラ『三幕の四聖人』の世界初公演がアテネウムで行われた。

## ギャラリー

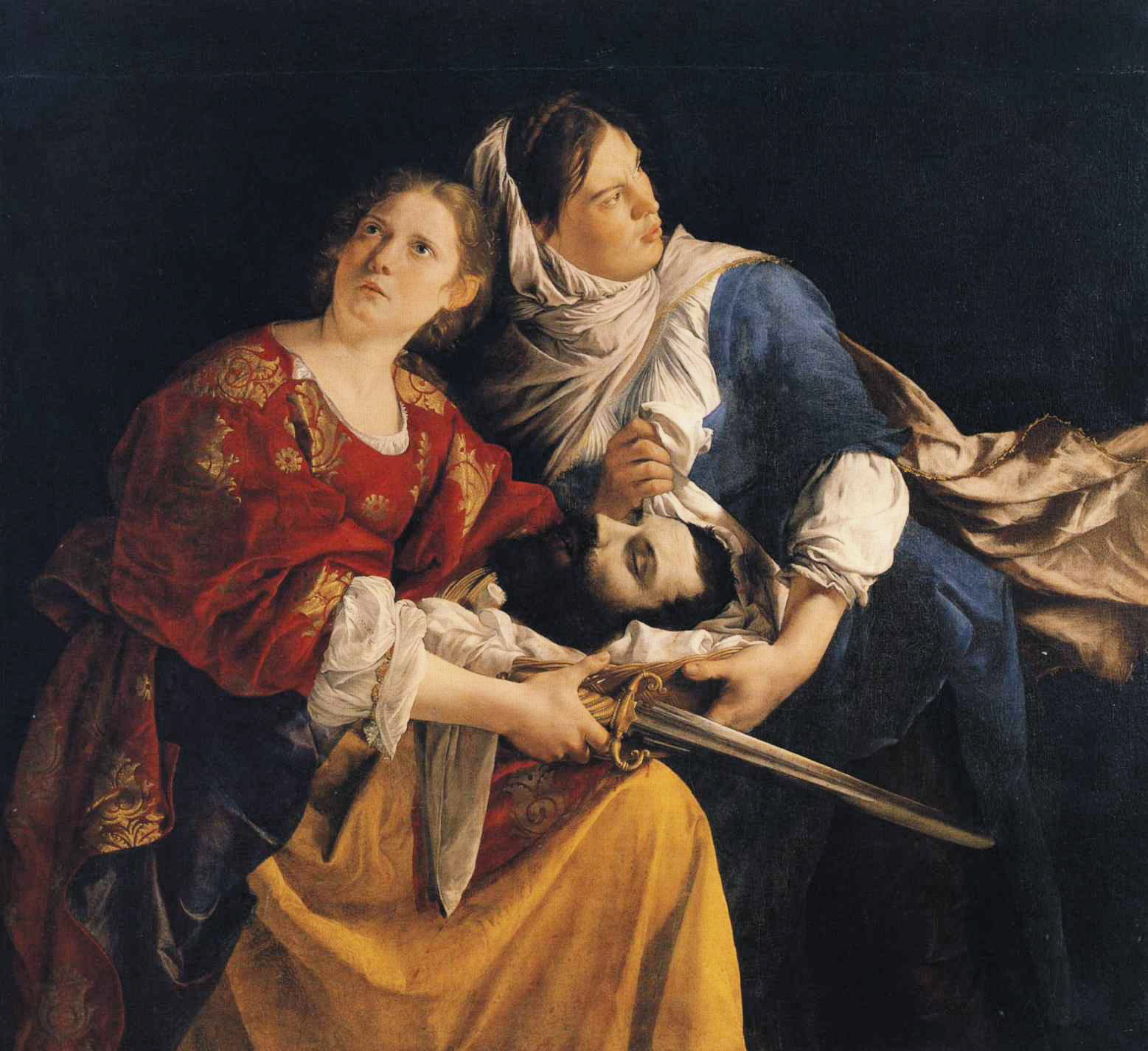
オラツィオ・ジェンティレスキ『ホロフェルネスの首を持つジュディスと侍女』1621年-1624年
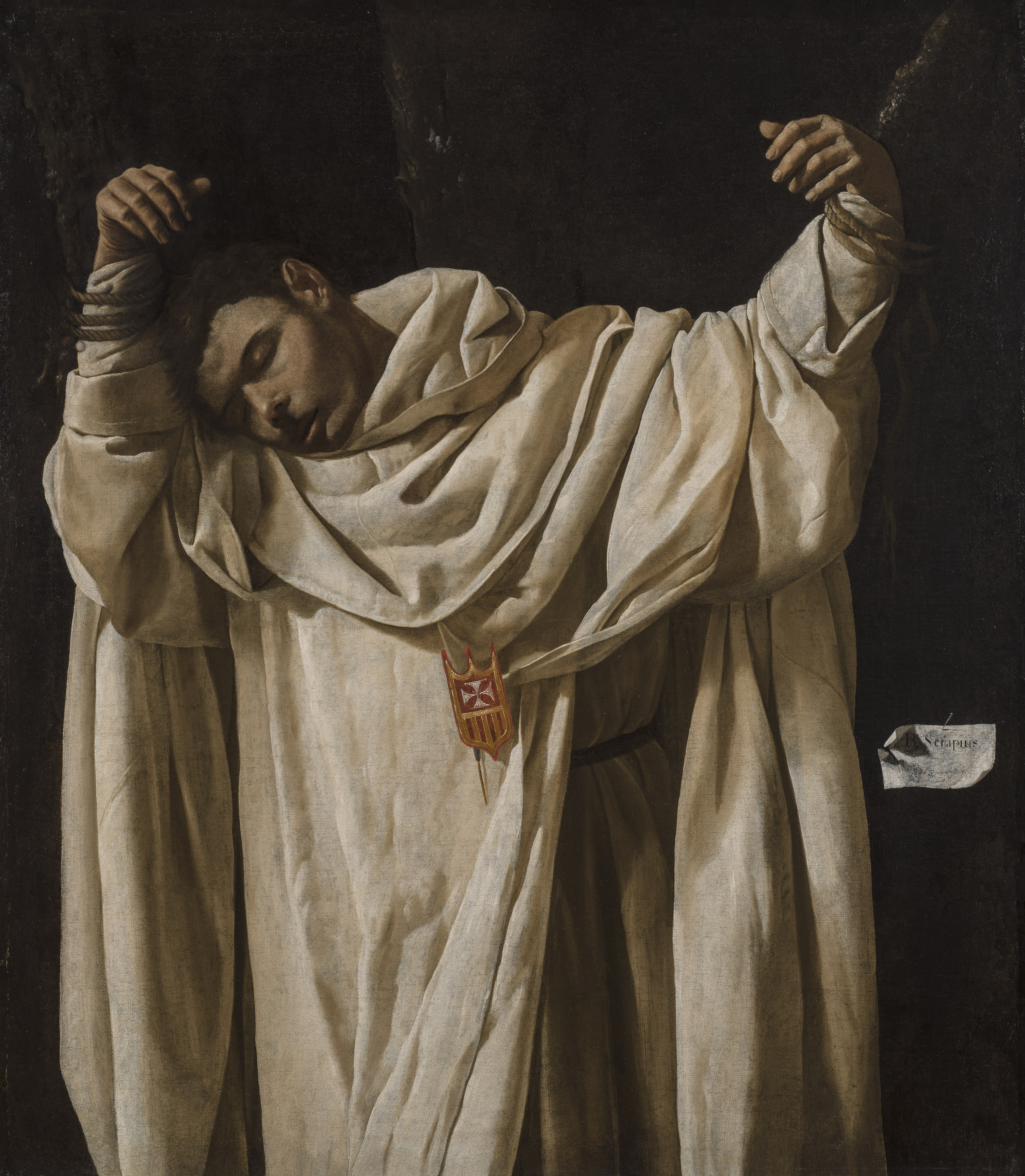
フランシスコ・デ・スルバラン『聖セラピオン』1628年
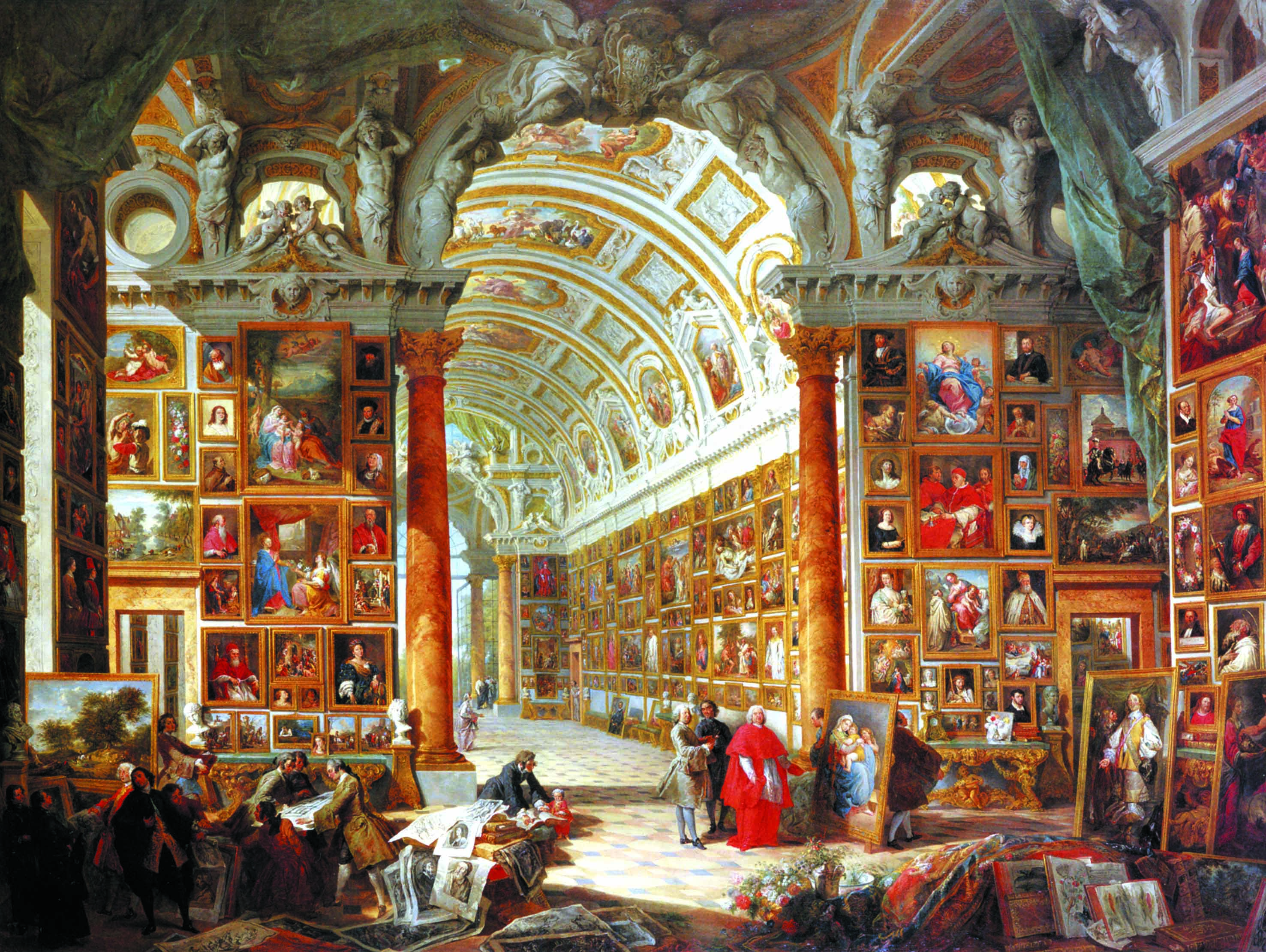
ジョバンニ・パオロ・パンニーニ『シルヴィオ・ヴァレンティ・ゴンザーガ枢機卿のコレクションを展示する絵画館のインテリア』1740年
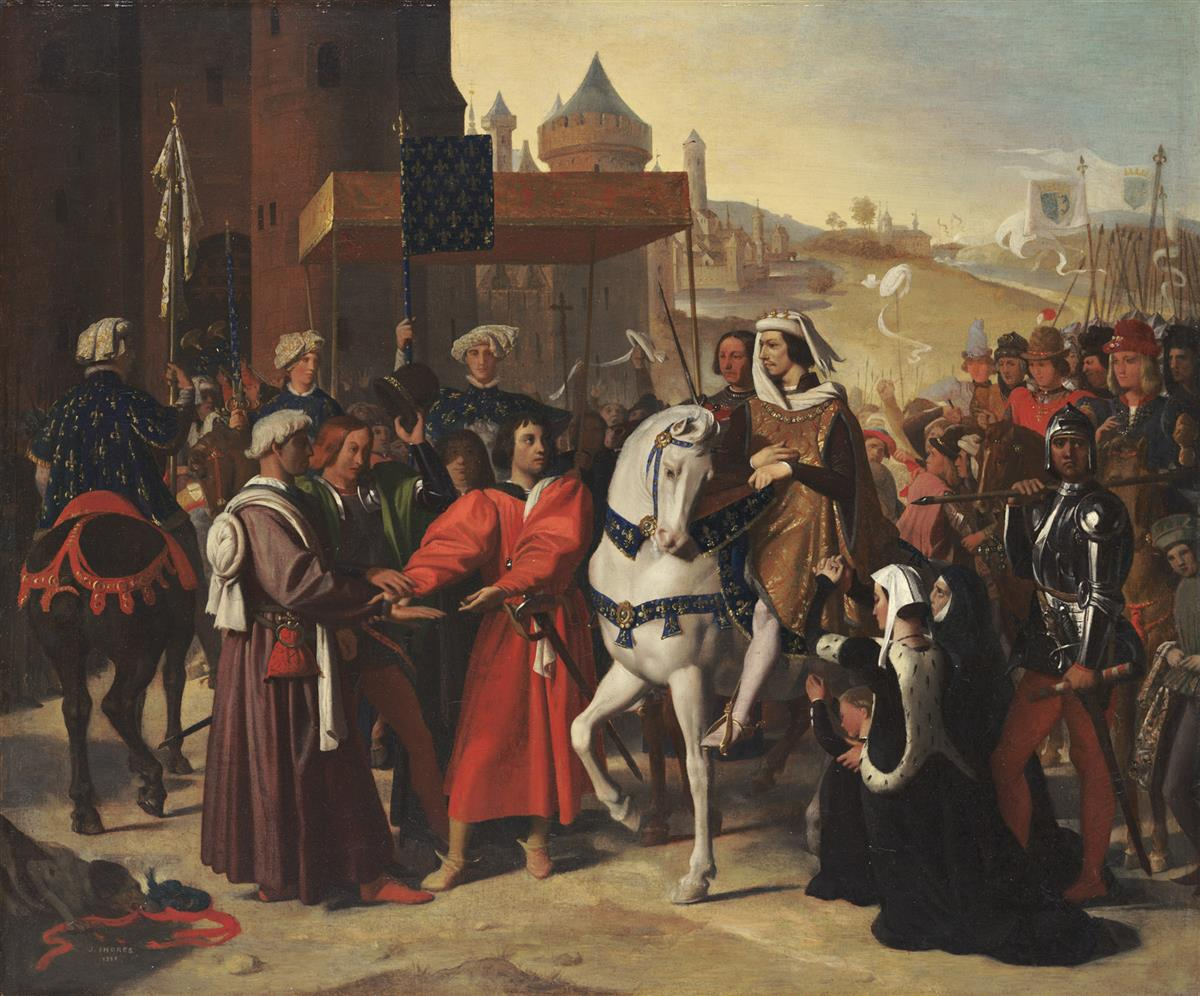
ドミニク・アングル『パリに入城する王太子』1821年
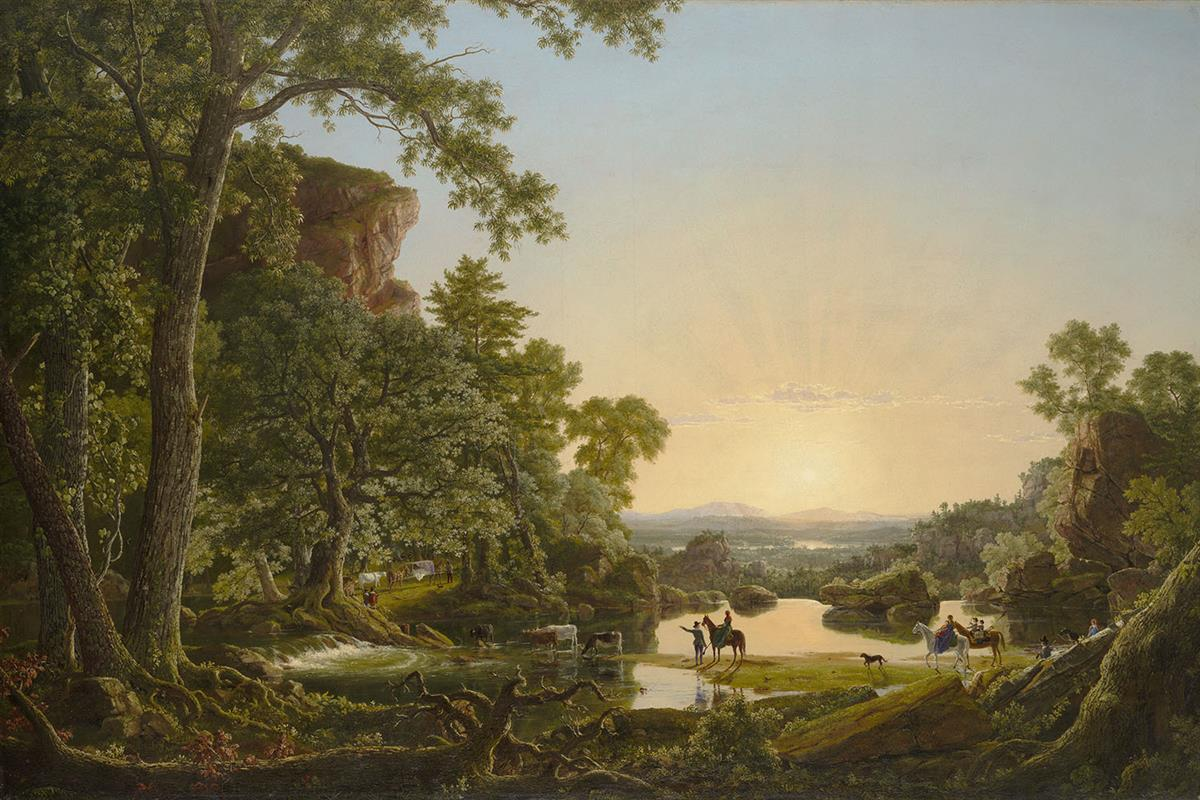
フレデリック・エドウィン・チャーチ『1636年にプリマスからハートフォードまで荒野を旅するフッカーと仲間たち』1846年
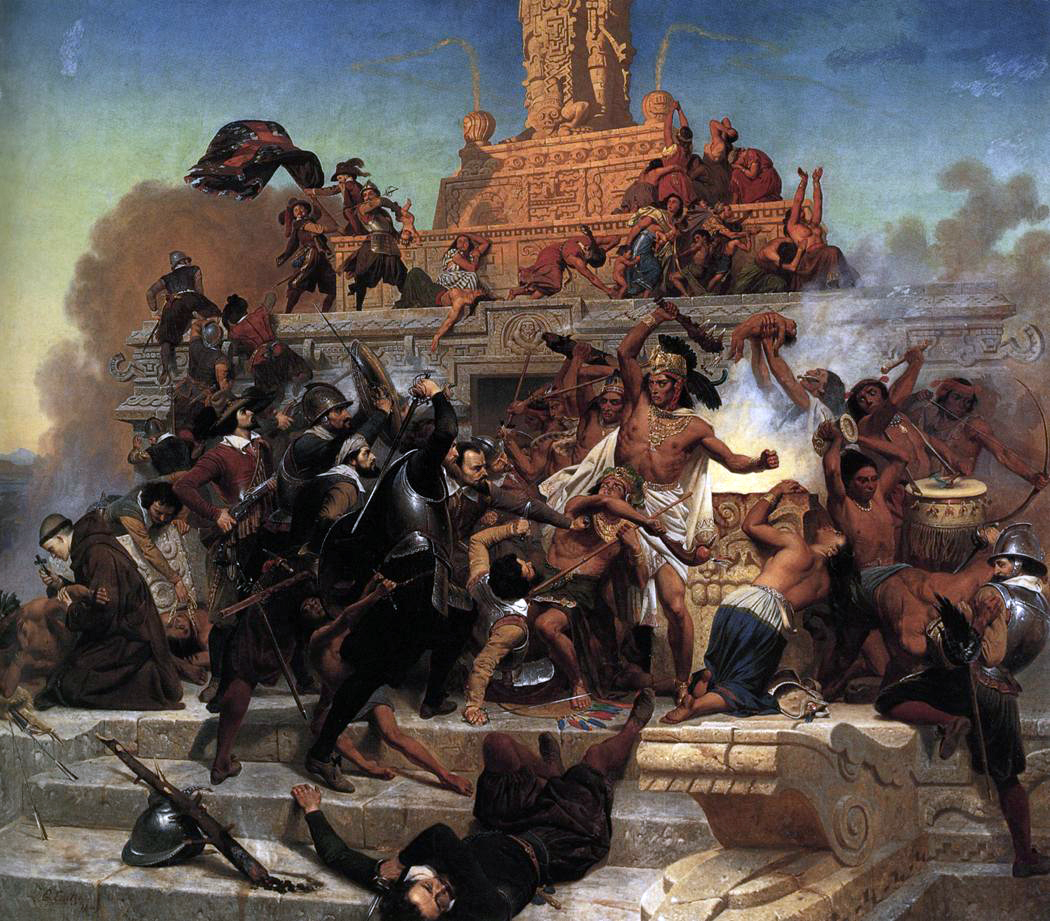
エマヌエル・ロイツェ『テオカリを襲撃するコルテスとその軍隊』1848年
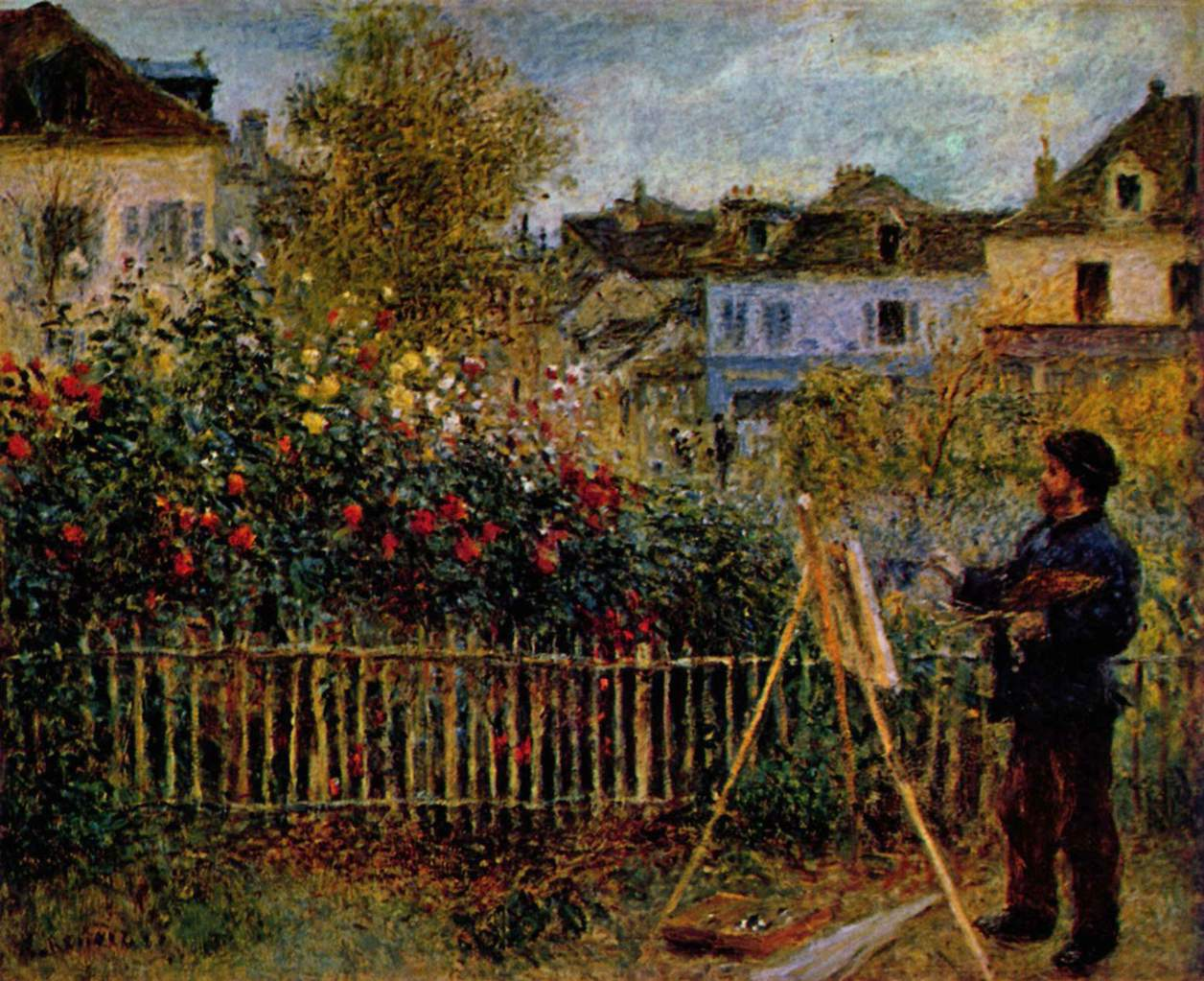
ピエール＝オーギュスト・ルノワール『アルジャントゥイユの庭で絵画を描くクロード・モネ』1873年
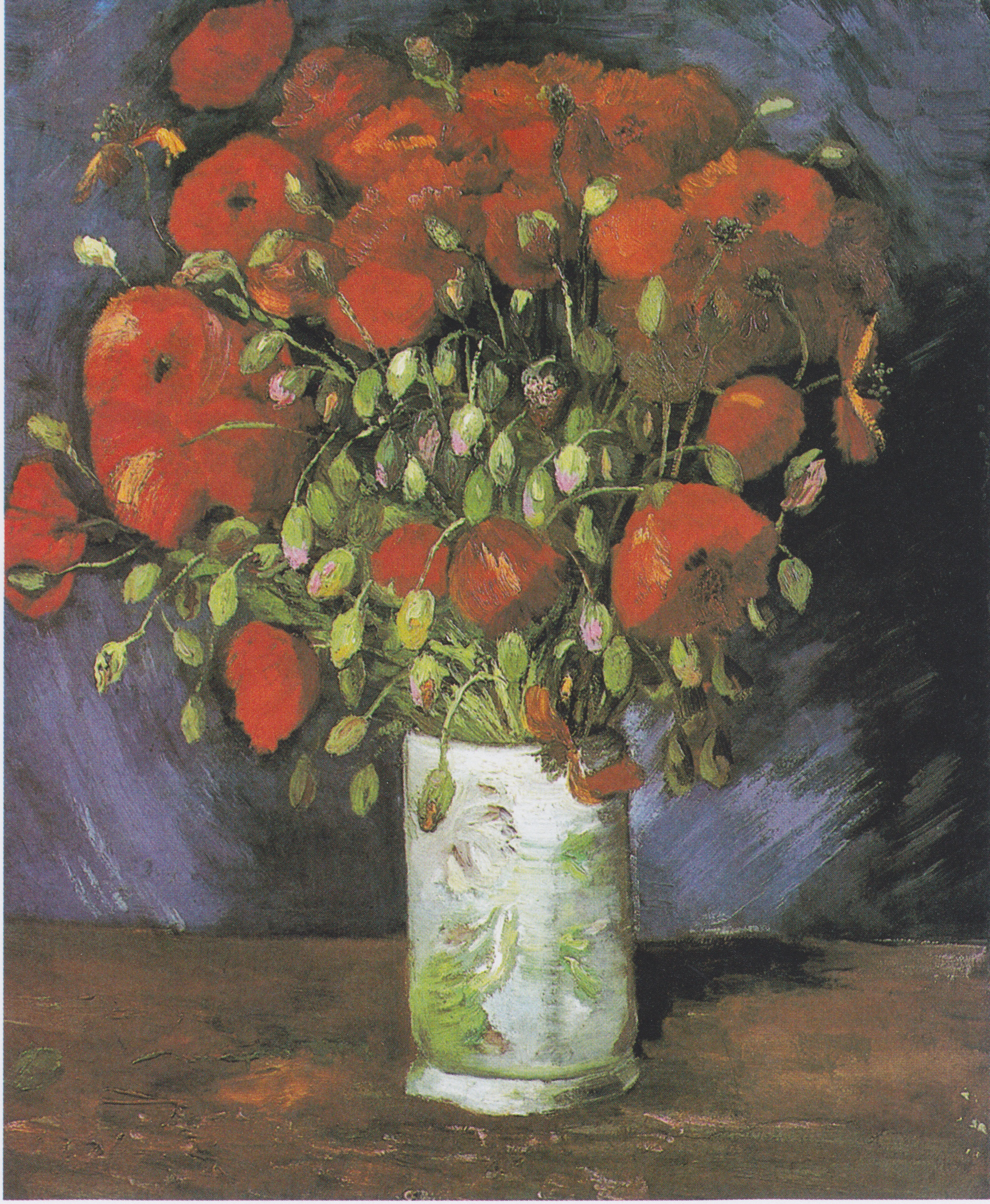
ヴィンセント・ファン・ゴッホ『ケシの花瓶』1886年
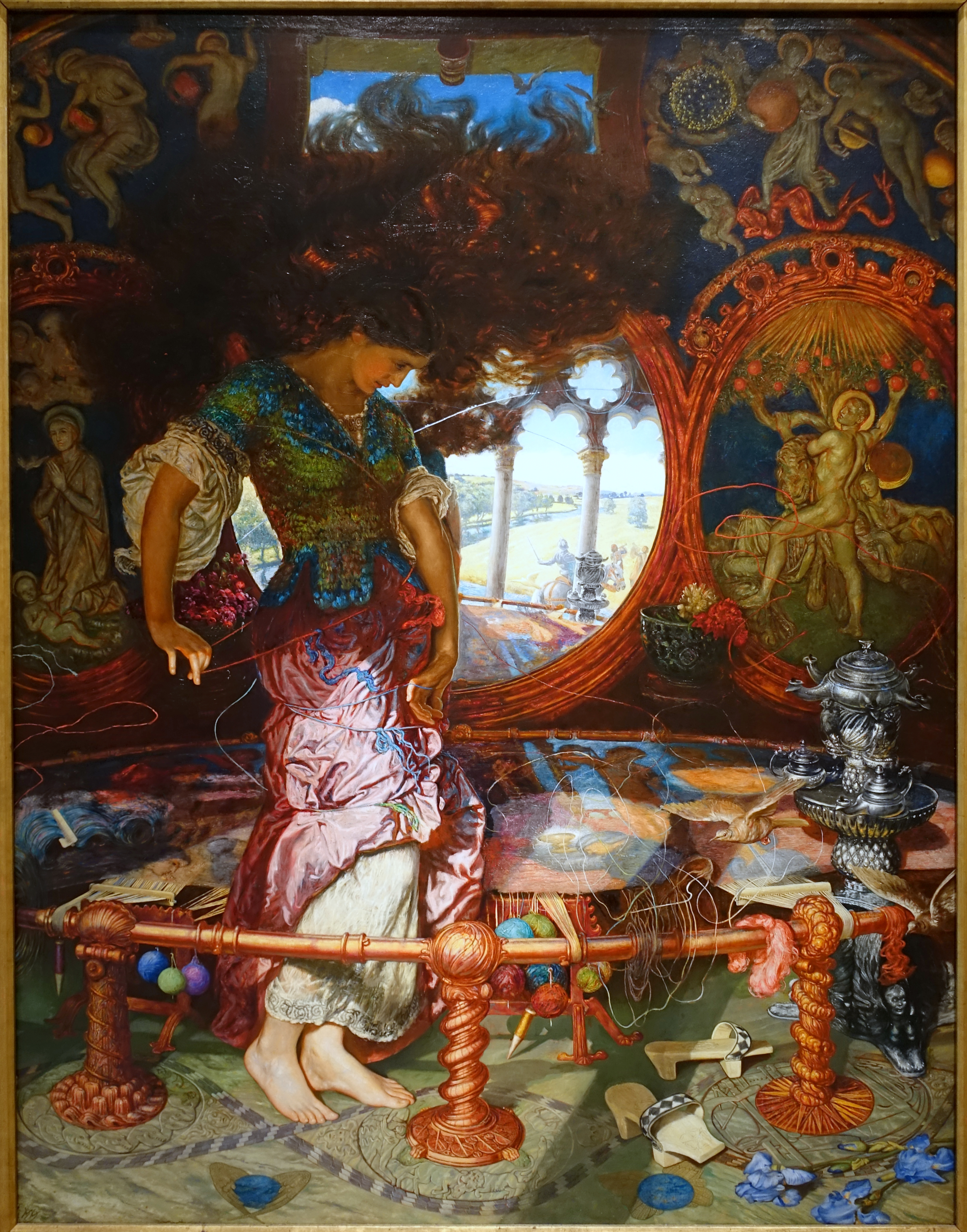
ウィリアム・ホルマン・ハント『シャロットの女』1888年-1905年頃